# Hayley Westenra
Hayley Dee Westenra (Christchurch, 10 de abril de 1987) es una soprano nacida en Nueva Zelanda con ascendencia irlandesa. Su primer álbum a nivel internacional, denominado Pure, ha logrado el primer puesto en la categoría clásica en vender más copias en menos tiempo en su debut,[cita requerida] cuando ella tenía solo 16 años. Dicho álbum alcanzó el primer puesto en la lista de ventas en el Reino Unido en el 2003 y se han vendido más de dos millones de copias a nivel mundial.[cita requerida]
Los géneros musicales que ella interpreta son música clásica, celta, maorí (género oriundo de Nueva Zelanda), contemporánea y pop. Ha participado en grandes duetos, incluso con Andrea Bocelli y José Carreras.
En agosto de 2006, Hayley formó parte del grupo irlandés Celtic Woman para la grabación del álbum Celtic Woman: A New Journey y también participó en la gira 2007 de Celtic Woman en los Estados Unidos alternando fechas de shows con Méav. La gira duró cuatro meses y finalizó el 29 de junio de 2007. Ella tiene más de seis álbumes a su nombre.
Compuso la banda sonora para el videojuego Endless Ocean, publicado por Nintendo en el año 2007.
En marzo de 2008 colaboró en el tema "On My Heart" junto al pianista chino Lang Lang, perteneciente al álbum Music of the Spheres de Mike Oldfield.
En el año 2011 lanzó un álbum con la colaboración de Ennio Morricone titulado Paradiso, que resume los más grandes temas de películas de este exitoso compositor.
Además, en ese mismo año interpretó la canción "World in Union", himno de la Copa Mundial de Rugby que en el 2011 fue disputada en Nueva Zelanda (y ganada por este mismo país). Esta canción se interpreta en todos los mundiales desde 1991, con la particularidad de que para cada edición se vuelve a grabar con la voz de algún artista local, según la sede de la competencia.
Interpretó el tema principal de la partitura para la película The New World (El Nuevo Mundo) compuesta por James Horner, «Listen to the wind».

## Discografía

### Álbumes internacionales
- Pure (2003)
- Odyssey (2005)
- Treasure (2007)
- Winter Magic (2009)
- Paradiso (2011)
- Hushabye (2013)

### Álbumes regionales
- Walking In The Air (2000)
- Hayley Westenra (2001)
- My Gift to You (2001)
- River of Dreams: The Very Best of Hayley Westenra (2008)
- Hayley Sings Japanese Songs (2008)
- Hayley Sings Japanese Songs 2 (2009)
- The Best of Pure Voice (2010)
- The Best of Sings Japanese Songs (2012)